# إيديسبوري (دائرة انتخابية في المملكة المتحدة)
إيديسبوري  (بالإنجليزية: Eddisbury)‏ هي إحدى الدوائر الانتخابية في المملكة المتحدة الممثلة في مجلس العموم في برلمان المملكة المتحدة.
عضو البرلمان الذي يمثلها حالياً هو :Mr Stephen O'Brien (Con).